# ボイスワークス
有限会社ボイスワークスは、日本の芸能事務所。フリーアナウンサーの渡邊哲夫が1995年に設立し、主にアナウンサー・リポーター職のマネジメントを担う。

## 所属タレント
2024年1月1日現在公式サイトに掲載されている人物。

### 男性アナウンサー
- 伊藤洋平（元さくらんぼテレビ）
- 大庭荘介（元西日本放送、元テレビ静岡）
- 北川義隆（元文化放送）
- 喜谷知純（元新潟放送）
- 熊谷龍一（元鹿児島放送）
- 桑原秀和（元日本海テレビジョン放送、元静岡放送）
- 小松正英（元群馬テレビ）
- 齋藤寿幸（元名古屋テレビ）
- 佐々木クリス（元プロバスケットボール選手（東京サンレーヴス））
- 柴崎啓志（元福井エフエム放送）
- 滝澤雄一（元秋田テレビ、元テレビ愛媛）
- 西達彦
- 本田将一郎（元テレビユー山形）
- 師岡正雄（元九州朝日放送、元ニッポン放送)
- 渡邊哲夫（代表者、元テレビ熊本、元静岡県民テレビ)

### 女性アナウンサー
- 石井江奈（元青森朝日放送）
- 磯部恵美（元西日本放送、元新潟放送、元東海テレビ契約）
- 内山知子（元新潟テレビ21）
- 大西友子
- 小畑美奈子（元FM三重契約）
- 角田京子（元NHK山形契約）
- 亀井薫（元青森放送、元テレビ埼玉）
- 河内優美子（元静岡放送リポーターほか）
- 黒木美紀（元鹿児島読売テレビ）
- 後藤麻希子（元NHK山口契約）
- 齋藤茉莉子
- 佐藤さやか（元福島放送契約）
- 中野瑞希
- 仲谷亜希子（元福岡放送）
- 二階堂絵美（元福島放送）
- 西村志野（元瀬戸内海放送）
- 野田あやな（元NHK山口、元NHKさいたま）
- 羽田沙織（元NHK宇都宮契約）
- 針谷衣織里（元エフエム富士、元とちぎテレビ）
- 平井久美子（元エフエム栃木契約）
- 日和佐雅枝（元NHK松江契約）
- 藤本ケイ
- 増田優香子（元岩手めんこいテレビ、元南日本放送、元九州朝日放送）
- 萬代裕子（元とちぎテレビ）
- 三浦ひろみ（元NHK金沢契約）
- 三上彩奈（元NHK盛岡、元群馬テレビ）
- 三ツ木麻喜（元静岡朝日テレビ）
- 峰田雅葉（元NHK千葉、元NHK山形）
- 村中智絵（元山口朝日放送、名古屋テレビ）
- 守口香織（元RSK山陽放送）
- 森田真理華
- 矢田部ゆか（元FM佐賀、元静岡放送、元南海放送）
- 山崎彩紗（元山口朝日放送）
- 渡邉唯（元NHK札幌）

### 協力メンバー
いわゆる業務提携関係にある人物。
- 池田亜希子
- 緒方喜治（元NHK→NHKグローバルメディアサービス出向、「別冊・ステラ 大相撲中継」→「NHK G-Media 大相撲ジャーナル」編集長　ただしG-media出向期間中に民放のテレビ番組のナレーターに出演）
- 勝田麻吏江（元テレビ熊本）
- 高柳謙一（元朝日放送→WOWOW）
- 塚本清彦
- 松井啓十郎（富山グラウジーズ）
- 横田光幸（元青森テレビ、元テレビ信州）
- 渡邊雅彦（元テレビ静岡）
- 鈴々舎鈴之助
- 小島亜輝子（元NHK山形契約）
- 原田裕花

## 元所属タレント
- 伊藤明日香（元山口朝日放送、元熊本朝日放送契約、元宮崎放送契約）
- 今井香里（元茨城放送リポーター、元山口放送契約）
- 今村明子（元NHK福島・水戸、元NHK大阪、元KBS京都契約）
- 加藤響子（元山梨放送）

- 岡添弘子（元チューリップテレビ、元あいテレビ）
- 榊田（倉持）恵美（現・フロントアクト所属）
- 小嶋里奈（元テレビ新潟、元群馬テレビ）
- 鈴木佑梨（現・フリー）
- 高田英子（元北海道文化放送）
- 田中大貴（元RSK山陽放送）
- 手島千尋(現・エフエム東京、元秋田朝日放送、元新潟放送、元テレビ埼玉契約）
- 中島そよか（元山梨放送、元WOWOW契約、元テレビ埼玉契約）
- 新村美里（現・NHK前橋契約、元NHK長野放送局契約、元NHK佐賀放送局契約）
- 春山恵理（元NHK秋田契約、元岩手めんこいテレビ、元テレビ長崎ほか）
- 福田晃子（元ラジオ福島、元テレビ静岡、元ラジオたんぱ）
- 渕岡友美（元NHK前橋契約、元NHK首都圏センター契約）
- 平川沙英（元NHK福島契約、元テレビ埼玉契約）
- 本多真弓（現・フリー、元NHK福島契約、元秋田朝日放送）
- 山本るり子（元テレビ信州）